# Ray Stannard Baker
Ray Stannard Baker (17 de abril de 1870, Lansing, Michigan — 12 de julho de 1946, Amherst, Massachusetts), mais conhecido por seu pseudônimo David Grayson foi um americano jornalista, historiador, biógrafo e autor.